# Corveyer Traditionen
Die Corveyer Traditionen (lat.: traditiones Corbeienses) sind eine schriftliche Zusammenstellung frühmittelalterlicher Grundstücksüberlassungen an das Kloster Corvey. Ihr erster Teil aus karolingischer Zeit umfasst die Jahre 822 bis 875; ein zweiter Teil beginnt 963/965 und reicht bis 1023. Die Überlassungen (lat.: traditiones) sind nur in Abschriften überliefert.

## Entstehung
Mit der Gründung des Klosters Corvey begann dieses Schenkungen (Traditionen) zu erhalten, wobei es sich meistens um Grundstücke handelte. Die Zuwendungen erfolgten für das Seelenheil des Schenkers oder als Unterhalt für den Oblaten. Über die Schenkungen wurden zu Beweiszwecken Urkunden ausgestellt oder zumindest schriftliche Notizen angefertigt. Diese Aufzeichnungen wurden im Kloster gesammelt und schließlich miteinander verbunden. Nach dem Tod des ersten Abtes Adalhard im Jahre 826 wurden die Notizen und Urkunden ihrem wesentlichen Inhalt nach (Schenker, Geschenk, Zeugen) in einem Register zusammengefasst und bis zum Jahr 1023 fortgeführt. Während die ursprünglichen Aufzeichnungen und das Register verloren gegangen sind, existiert eine unvollständige Abschrift des Registers aus dem Jahr 1479. Diese umfasst die Registeraufzeichnungen aus den Jahren 822 bis 875 sowie 963/965 bis 1023. Der Mittelteil ist verschollen. Im Jahr 1664 wurde von der Abschrift eine Kopie erstellt.

## Inhalt
Das Corveyer Traditionsbuch stand am Übergang von älteren Arten der Zusammenstellung von Besitzverzeichnissen wie den Kopialbüchern.
Der erste Teil reicht bis in die Zeit vor den ersten Abt zurück und beginnt 822. Dieser geht auf einzelne Urkunden zurück. Die Schreiber hielten darin die zentralen Angaben zu der jeweils dem Kloster gemachten Schenkung und die Namen der Zeugen fest. Beispiel: „Aldward übergab zwei Teile vom Erbe des Aldaric, die er hatte in Empelde, Benstorf und Uffenleva (= Offleben). Zeugen sind: Eisulf, Wilmer, Halegdag, Heio.“ Die für die Amtszeit eines Abtes gemachten Notizen wurden auf einem Blatt zusammengefasst nachträglich in ein Buch eingetragen. In ähnlicher Weise vergewisserten sich auch die Klöster Fulda und Lorsch ihrer Besitzrechte. Der erste Teil endet 875.
Ein zweiter Teil beginnt 963 oder 965. Nunmehr wurden die Schenkungen und sonstigen Erwerbungen fortlaufend im Buch selbst eingetragen. Ein Beispiel (in deutscher Übersetzung aus dem Lateinischen): „Übergeben hat Graf Bernhard zwei Hörigenfamilien für sich und seine Frau Hathali.“
Die Eintragungen enthalten keine Datumsangaben. Ob das Register und die Abschrift die Reihenfolge der einzelnen Schenkungen untereinander im Einzelfall richtig wiedergeben, kann in Einzelfällen unklar sein. Insgesamt haben quellenkritische Untersuchungen aber eine große Übereinstimmung zwischen den Schenkungen und der Reihenfolge ihrer Wiedergabe nachgewiesen.
Damit hat das Traditionsbuch seine Form gefunden. Es hatte wohl selbst eine gewisse Beweiswirkung, da man etwa auf die Nennung von Zeugen verzichtete.
Die Corveyer Traditionen sind eine bedeutende Quelle für die Entwicklung der klösterlichen Grundherrschaft.

## Editionen
- Johann Friedrich Falke (Hrsg.): Codex Traditionum Corbeiensium Notis Criticis Atque Historicis Ac Tabulis Geographicis Et Genealogicis Illustratus. Meisner, Leipzig und Wolfenbüttel 1752, Digitalisat
- Paul Wigand (Hrsg.): Traditiones Corbeienses. Brockhaus, Leipzig 1843, Digitalisat.
- Karl August Eckhardt (Hrsg.): Studia Corbeiensia. Scientia, Aalen 1970
- Klemens Honselmann (Hrsg.): Die alten Mönchslisten und die Traditionen von Corvey (= Veröffentlichungen der Historischen Kommission für Westfalen 10, = Abhandlungen zur Corveyer Geschichtsschreibung 6). Bonifatius, Paderborn 1982, ISBN 3-87088-326-X.